# Volo Air Vanuatu 241
Il Volo Air Vanuatu 241 era un collegamento passeggeri di linea dall'aeroporto di Whitegrass di Tanna all'aeroporto Internazionale Bauerfield di Port Vila in Vanuatu. Il 28 luglio 2018, l'ATR 72-500 operante sulla rotta uscì di pista durante l'atterraggio di emergenza urtando due Britten-Norman BN-2 Islander. Non ci furono vittime, ma 13 dei 43 a bordo rimasero lievemente feriti.

## Gli aerei
I velivoli coinvolti nell'incidente erano:
- Un ATR 72-500 della Air Vanuatu, numero di registrazione YJ-AV71, numero di serie 720. L'aereo aveva volato per la prima volta il 6 giugno 2005 e al momento dell'incidente aveva accumulato 19 887 ore e 39 minuti di volo.[1]

- Un Britten-Norman BN-2 Islander della Unity Airlines, numero di registrazione YJ-OO9, numero di serie 65. L'aereo volò per la prima volta l'11 aprile 1969.[3]

- Un Britten-Norman BN-2 Islander della Taxi Air, numero di registrazione YJ-AL2, numero di serie 609. L'aereo volò per la prima volta nel 1971.[4]

## L'incidente
Il 28 luglio 2018, l'ATR 72, mentre sorvolava l'isola di Erromango, subì un incendio nel motore destro. I passeggeri si accorsero delle fiamme e il fumo cominciò ad entrare nella cabina dell'aereo. L'incendio al motore fu spento e l'aereo proseguì verso Port Vila. I piloti ebbero enormi difficoltà nel controllare l'aereo, causando un rollio non controllato. Durante l'atterraggio, l'aereo uscì di pista e si scontrò con due aerei Britten-Norman Islander appartenenti una alla Air Taxi e l'altro alla Unity Airlines. L'aereo appartenente all'Air Taxi venne gravemente danneggiato, con la distruzione dello stabilizzatore verticale, tanto da essere dichiarato successivamente irreparabile. Anche l'altro aereo della Unity Airlines fu danneggiato irreparabilmente. Sebbene nessuno sia rimasto ferito nella collisione, tredici passeggeri furono soccorsi per inalazione di fumo. Tutti e quattro i membri dell'equipaggio e i 39 passeggeri a bordo furono evacuati dall'aereo senza problemi. I piloti dell'ATR 72 riferirono successivamente di non avere né freni né sterzo sulla ruota anteriore, motivo che addussero per l'uscita di pista e delle successive collisioni.

## Le indagini
L'Autorità per l'aviazione civile di Vanuatu ha chiesto alla Commissione investigativa sugli incidenti della Papua Nuova Guinea di indagare sull'incidente che ha pubblicato un rapporto preliminare il 10 agosto. Il Transportation Safety Board canadese è stato coinvolto per assistere alle indagini.
Un anno e tre mesi dopo l'accaduto, le autorità hanno pubblicato il rapporto finale in cui viene riportato che la mancanza di consapevolezza situazionale aveva indotto l'equipaggio ad attivare gli inversori di spinta con i sistemi di controllo a terra e di frenata non disponibili. Tale scelta causò la virata a sinistra dell'aeromobile e l'uscita di pista. L'assenza di controllo idraulico, di freni e di controllo aerodinamico impedì all'equipaggio di correggere l'indesiderata variazione di rotta, l'escursione della pista e la conseguente collisione con gli aerei parcheggiati.